# تيناتوبرازول
تيناتوبرازول (Tenatoprazole) مثبط مضخة البروتون اكتشف في اليابان، يوصف لعلاج القرحة الهضمية والتهاب المري الارتدادي.

## الوصف
اكتشف من قبل mitsubishi pharma، وهو مشتق ايميدازوبيريدين ويملك حلقة ايميدازوبيريدين بدلاً من شطر بينزيميدازول الموجود في مثبطات مضخة البروتون الأخرى. يتم تفعيله ببطء ويقال أن تثبيطه للمضخة غير قابل للعكس. ويملك التيناتوبرازول نصف عمر بلازمي طويل مما يجعله أكثر فعالية من الايزوميبرازول في معالجة ظهور حمض المعدة أثناء الليل.

## الزمرة الدوائية
مضادات القرحة.

## التأثيرات الضارة
تؤدي المحضرات المضادة للحموض من خلال تثبيط التحطم البروتيني المتواسط بالحمض إلى خطر متزايد لتطور أرجية تجاه الطعام والدواء.
هذا يحدث بسبب البروتينات غير المهضومة التي تعبر السبيل المعدي المعوي حيث يظهر التحسس. ومن غير الواضح فيما إذا كان يظهر هذا الخطر مع الاستخدام الطويل فقط أو أيضا مع الاستخدام لمدة قصيرة.

## الاستطباب
تيناتوبرازول هو طليعة دواء، من مثبطات مضخة البروتون PPI، يتحول إلى سلفيناميد فعال أو حمض السلفونيك عن طريق حمض القنوات المفرزة في الخلايا الجدارية المحفزة في المعدة.
هذا الشكل الفعال يرتبط مع السيستينات التي يمكن الوصول إليها luminally accessible cysteines في مضخة H+/K+ ATPase المعدية، مما يسبب تشكل ثنائي الكبريتيد disulfide وتثبيط إفراز الحمض.
يرتبط التيناتوبرازول بالوحيدات المحفزة لمضخة الحمض المعدي بنسبة جزيئية تقدر بـ 2.6 نانومول (-1) من الأنزيم في الزجاج.

## الحركية الدوائية
- في الجسم الحي، الحد الأٌقصى للتيناتوبرازول الرابط للأنزيم 2.9 nmol mg(-1) بعد ساعتين من الحقن الويدي.

مواقع الربط للتيناتوبرازول في قسم TM5/6 في Cys813 and Cys822
كما يظهر في الهَضْمٌ الترِبْسِينِيّ والتيرموليسيني للـ ATPase الموسوم من قبل التيناتوبرازول.
- إن تخرب التيناتوبرازول مرتبط بـ H+,K+ -ATPase المعدي، مؤلفاً من مكونين. أحدهما كان سريعاً، عمره النصفي 3.9 ساعة مما أدى إلى تغير اتجاه الارتباط عند السيستئين 318, والآخر كان طوراً مستقراً متوافقاً مع سرعة تغير ATPase مما يعكس الارتباط عند السيستئين 822 والذي ينتج أيضاً في التثبيط القاسي بوجود العوامل المرجعة في الجسم.
- يجب أن يؤدي ثبات التثبيط والعمر النصفي البلازمي الطويل للتيناتوبرازول إلى تثبيط مطول للإفراز الحمضي مقارنة بالأوميبرازول. كان التوافر الحيوي للتيناتوبرازول أكثر بمرتين على هيئة ماءات الملح الصودي لـ (S)-تيناتوبرازول بالمقارنة مع الشكل الحر، مما أدى إلى اختلافات في الهيئة البلورية والطبيعة الكارهة للماء بين الشكلين.

## الديناميكا الدوائية
- أظهرت الدراسات الفارماكوديناميكية على المواضيع نفسها زيادة في درجة الحموضة pH المعدية مع التيناتوبرازول 40ملغ يوميا لسبعة أيام، أعلى بكثير (P<0.05) من تلك التي لوحظت مع الايزومبيرازول وبنفس النظام. متوسط درجة الحموضة 4.6±0.9 و 4.2±0.8 على الترتيب. بالإضافة لذلك، فإن الوقت المصروف لدرجة حموضة أعلى من 4 في الليل مع استخدام التيناتوبرازول كان أطول كثيرا من تلك التي لوحظت مع الإيزومبيرازول.

إن PH المعدة أثناء الليل بالقيم العليا (4.7 ± 1.1 وحدة مع tenatoprazole و 3.6 ± 1.4 وحدة مع إيسوميبرازول، p <0.01)، مما يشير إلى سيطرة أفضل للحمض.
أكثر التحقيقات الأخيرة في الحركية الدوائية والديناميكا الدوائية وتأكيد البيانات السابقة تُظهر مدة طويلة من كبت الحمض بواسطة التيناتوبرازول
إن نسبة المتطوعين الأصحاء الذين قضوا ما لا يقل عن 16 ساعة في درجة PH فوق 4 خلال فترة 24 ساعة كانت أعلى بشكل ملحوظ مع التيناتوبرازول مقارنة مع إيزوميبرازول (81.5٪ مقابل 34.5٪، P <0.001) في حين أن نسبة الخاضعين للعلاج مع NAB كان أقل (73.1٪ مقابل 93.1٪، P = 0.06)، على الرغم من أن الفروق كانت قليلة جداً في الدلائل الإحصائية.
يبقى متوسط درجة الحموضة لمدة 24 ساعة والنسبة المئوية للوقت عند درجة حموضة أكثر من 3 وأكثر من 4 لغاية 3 أيام بعد التوقف عن أخذ الدواء أعلى مع استخدام تيناتوبرازول، مما يشير إلى ضبط مطول لحموضة المعدة مع مثبطات مضخة البروتون المختبرة بالمقارنة مع الإيزومبيرازول. مع إعادة الجرعة بعد 7 أيام، تركيز البلازما الأعظمي للتيناتوبرازول كان تقريبا 6 مرات أعلى من الإيزومبيرازول، بينما كان المنحني تحت المساحة AUC أعلى ب32 مرة.
وقد لوحظ ارتباط وثيق بين الAUC والنسبة المئوية للوقت وبدرجة حموضة معدية أكبر من 4 وذلك مع استخدام التيناتوبرازول ليس فقط خلال العلاج لكن حتى بعد إيقافه.
وباختصار، تشير الدراسات المتاحة إلى محاسن التيناتوبرازول من حيث الفارماكوديناميك والحركية الدوائية مقارنة بالإيزومبيرازول.
بما أنّ هذا المركب الأخير، من بين أعضاء الصنف، يؤمن تحكم أكثر فعالية لـ pH المعدة مهما كان البارامتر، فيمكننا أن نتصور أنّ التيناتوبرازول ربما يكون أفضل من مثبطات مضخة البروتون الأخرى.
يبدو تيناتوبرازول (كما المتخايل S) علاجا واعدا كمثبط لمضخة البروتون في علاج الأمراض المرتبطة بالحمض، حيث لديه القدرة على تلبية الاحتياجات السريرية غير الملباة بعد.